# Viphyus bifasciatus
Viphyus bifasciatus är en insektsart som först beskrevs av Lucien Chopard 1968.  Viphyus bifasciatus ingår i släktet Viphyus och familjen syrsor. Inga underarter finns listade i Catalogue of Life.